# Ken (chanteur)
Dans ce nom coréen, le nom de famille, Lee, précède le nom personnel.
Pour les articles homonymes, voir Ken.
Lee Jae-hwan  (coréen : 이재환, né le 6 avril 1992) mieux connu sous son nom de scène Ken (coréen : 켄), est un chanteur, danseur et acteur sud-coréen. Il est mieux connu pour faire partie du boys band sud-coréen VIXX, et a été loué de nombreuses fois pour avoir un ton de voix unique, mélancolique et rauque,,,. Ken commence sa carrière d'acteur en 2013 dans le drama humoristique Boarding House No. 24 de MBC Every 1 en tant que Lee Jaehwan.

## Discographie

### Singles

#### En collaboration
| Titre                                                                                       | Année | Meilleures position | Ventes                      | Album                                                                 |
| Titre                                                                                       | Année | COR Gaon            | Ventes                      | Album                                                                 |
| ------------------------------------------------------------------------------------------- | ----- | ------------------- | --------------------------- | --------------------------------------------------------------------- |
| "Ponytail" (avec J'Kyun)                                                                    | 2013  | 93                  | - COR (DL) : plus de 21 644 | Single digital                                                        |
| "Gap" (avec Hani d'EXID)                                                                    | 2015  | 25                  | - COR (DL) : plus de 92 982 | Single digital                                                        |
| "Over Sleep" (avec Yoon Jong-shin)                                                          | 2016  | 35                  |                             | Over Sleep (feat. Ken) [From Monthly Project 2016 May Yoon Jong Shin] |
| "—" montre qu'aucun classement n'a été atteint ou que ce n'est pas sorti dans cette région. |       |                     |                             |                                                                       |

#### Bande originale
| Titre                                                                                       | Année | Meilleures position | Ventes                      | Album                        |
| Titre                                                                                       | Année | COR Gaon            | Ventes                      | Album                        |
| ------------------------------------------------------------------------------------------- | ----- | ------------------- | --------------------------- | ---------------------------- |
| "In The Name of Love" (사랑이라는 이름으로)                                                 | 2013  | 72                  | - COR (DL) : plus de 29 986 | The Heirs OST Part 3         |
| "My Girl"                                                                                   | 2014  | 73                  | - COR (DL) : plus de 23 205 | Fated to Love You OST Part 5 |
| "When I See You" (그댈 보면)                                                                | 2016  | —                   |                             | Moorim School OST Part. 4    |
| "—" montre qu'aucun classement n'a été atteint ou que ce n'est pas sorti dans cette région. |       |                     |                             |                              |

## Filmographie

### Dramas télévisés
| Année | Chaîne      | Titre                 | Rôle                          | Note(s)              |
| ----- | ----------- | --------------------- | ----------------------------- | -------------------- |
| 2014  | MBC Every 1 | Boarding House No. 24 | Lee Jaehwan                   | Personnage principal |
| 2016  | SBS         | Entertainer           | présentateur spécial/the show | caméo                |

### Shows TV
| Année | Chaîne      | Titre                 | Note(s)                                                                  |
| ----- | ----------- | --------------------- | ------------------------------------------------------------------------ |
| 2015  | JTBC        | 100 People, 100 Songs | Concurrent                                                               |
| 2015  | MBC         | King of Mask Singer   | homme portant le masque d'œufs sur le plat, éliminé à la seconde manche. |
| 2016  | MBC         | Duet Song Festival    | Concurrent avec Choi Sang Yeob (Épisode 3-7)                             |
| 2016  | MBC MBig TV | Oh My God! Tip        | Web série                                                                |

### Apparition dans des clips vidéos
| Année | Clip vidéo                               | Artiste(s) |
| ----- | ---------------------------------------- | ---------- |
| 2015  | "The Fourth Dimension Love" (四次元爱情) | Lu Yu      |

## Comédies musicales
| Année     | Titre                         | Rôle                  | Note(s)        |
| --------- | ----------------------------- | --------------------- | -------------- |
| 2015      | Chess                         | Anatoly Sergievsky    | Rôle principal |
| 2015-2016 | Cinderella                    | Le prince Christopher | Rôle principal |
| 2017      | Boys Over Flowers The Musical | Tsukasa Domyouji      | Rôle principal |
| 2017      | Hamlet                        | Hamlet                | Rôle principal |
| 2017      | Titanic                       | Frederick Barrett     | Rôle principal |
| 2018      | Iron Mask                     | Louis et Philip       | Rôle principal |